# Michael Brandt (Kunsthistoriker)
Michael Brandt (* 1948 in Hildesheim) ist ein deutscher Kunsthistoriker und Verfasser zahlreicher Monografien und Aufsätze zur Beschreibung und Deutung sakraler Kunstwerke.

## Leben
Michael Brandt besuchte das humanistische Gymnasium Josephinum in Hildesheim und studierte in Münster und Trier Germanistik, katholische Theologie, Philosophie, Pädagogik und Kunstgeschichte. Nach dem 1. Staatsexamen und einem Referendariat an den Kaufmännischen Berufsschulen Trier legte er 1977 die Assessorprüfung in den Fächern Deutsch und Katholische Religion ab. Anschließend wechselte er an die Technische Universität Braunschweig zum Promotionsstudium Kunstgeschichte. 1981 erfolgte die Anstellung beim Bistum Hildesheim als Konservator der Kirchlichen Denkmalpflege und Kustos des Diözesanmuseums. 1986 wurde Brandt an der TU Braunschweig mit der Dissertation „Studien zur Hildesheimer Emailkunst des 12. Jahrhunderts“ promoviert. 1993 wurde er zum Direktor des Dom-Museums Hildesheim berufen, von Mai 1997 bis Dezember 2000 zusätzlich im Auftrag der Deutschen Bischofskonferenz für Aufbau und Leitung des Kath. Büros für die Weltausstellung Expo 2000 (Christuspavillon). Nach einem Lehrauftrag für Kunstwissenschaft wurde er an der Universität Hildesheim zum Honorarprofessor ernannt. 2015 wurde er als Direktor des Dommuseums verabschiedet.
2019 erbrachte er den Nachweis, dass es sich beim Cappenberger Kopfbild niemals um ein Porträt von Kaiser Friedrich I. Barbarossa, sondern von Anfang an um ein Kopfreliquiar des Hl. Johannes gehandelt hat.

## Veröffentlichungen (Auswahl)
- Studien zur Hildesheimer Emailkunst des 12. Jahrhunderts. Dissertation TU Braunschweig 1987.
- Bernwards Säule. Schnell + Steiner, Regensburg 2009, ISBN 978-3-7954-2046-8; 2. aktualisierte Auflage 2022, ISBN 978-3-7954-3764-0.